# Codex Grandior
Il Codex Grandior ("Codice più grande") era una grande copia, in un unico volume, della Bibbia in una traduzione latina antica realizzata per o da Cassiodoro. Fu una delle numerose opere tenute presso la sua fondazione monastica Vivarium, vicino a Squillace, in Italia.
Questo codice fu probabilmente acquisito in Italia da Benedict Biscop o Ceolfrid nel 678 per la biblioteca del nuovo monastero di Monkwearmouth–Jarrow Abbey in Northumbria. Il libro non esiste più, ma si ritiene che sia stato utilizzato per creare il Codex Amiatinus, il primo manoscritto superstite della Vulgata latina completa.